# Trimeresurus gumprechti
La víbora verde de Gumprecht o crótalo siamés (Trimeresurus gumprechti) es una especie de serpiente venenosa, de la familia de los crótalos.

## Hallazgo
La serpiente fue descubierta en el año 2002 en Tailandia, por los investigadores David, Vogel, Pauwels & Vidal; también habita en Vietnam, Birmania, Laos y China.

## Hábitat y características
Es una especie de crótalo que se encuentra a unos 400 m de altitud, en bosques y en zonas donde crece el bambú, siendo de costumbres arbóreas y nocturnas.
- Longitud: hasta 130 centímetros.
- Color: verde